# Okúlovo (Leningrad)
|  | Per a altres significats, vegeu «Okúlovo». |

Okúlovo (en rus: Окулово) és un poble de l'óblast de Leningrad, a Rússia, pertany al districte rural de Boksitogorski. El 2010 tenia 36 habitants.